# Yokohama Boy Style
Singles de CoCo
Natsuzora no Dreamer
(1992) Chiisa na Ippo de
(1993)
 Yokohama Boy Style  (横浜Boy Style) est le 11e single du groupe de J-pop CoCo.

## Présentation
Le single sort le 20 novembre 1992 au Japon sous le label Pony Canyon, aux formats mini-CD single de 8 cm et K7, trois mois après le précédent single du groupe, Natsuzora no Dreamer. C'est le deuxième single de CoCo enregistré par la formation à quatre membres, sans Azusa Senō qui a quitté le groupe en mai précédent. Il atteint la 10e place du classement de l'Oricon et reste classé pendant cinq semaines.
Le single contient deux chansons, dont les paroles sont écrites par Neko Oikawa, ainsi que leur versions instrumentales. Elles servent de thèmes officiels d'encouragement à l'équipe de baseball Yokohama Bay Stars.
La chanson-titre figurera sur l'album Sylph qui sortira le mois suivant ; elle figurera aussi sur les compilations Singles de 1994 et My Kore! Kushon CoCo Best de 2001. Les deux chansons du single seront également présentes sur la compilation CoCo Uta no Daihyakka Sono 1 de 2008.

## Liste des titres
(Crédits : paroles de Neko Oikawa, musique et arrangements de Tsugutoshi Goto)
| 1. | Yokohama Boy Style (横浜Boy Style)                               | 4:20 |
| 2. | Winning (WINNING)                                                | 2:57 |
| 3. | Yokohama Boy Style (Original Karaoke) (...オリジナル・カラオケ)  | 4:20 |
| 4. | Yasashisa no Hōsoku (Original Karaoke) (...オリジナル・カラオケ) | 2:57 |